# Karabin maszynowy MG 42
Maschinengewehr 42 (MG 42) – niemiecki uniwersalny karabin maszynowy z okresu II wojny światowej.

## Historia
W 1934 do uzbrojenia Reichswehry (od 1935 Wehrmacht) wprowadzono uniwersalny karabin maszynowy MG 34. Była to broń dobrze sprawdzająca się w warunkach bojowych, o dużej szybkostrzelności, ale skomplikowana i droga w produkcji. Dlatego już w latach 1935–1937 inspektorat broni strzeleckiej (WaPrüf 2) Urzędu Uzbrojenia (HWA – Heereswaffenamt) podjął analizy dotyczące wprowadzenia nowego prostszego w produkcji karabinu maszynowego. Podjęto decyzję o zastosowaniu w konstrukcji na szeroką skalę technologii głębokiego tłoczenia, niestosowanej do tej pory szerzej w produkcji broni, lecz umożliwiającej masową produkcję przez niewyspecjalizowane firmy. Założono także większe tolerancje elementów, niż w MG 34, zwiększające niezawodność i umożliwiające stosowanie podzespołów od różnych podwykonawców. W 1937 HWA zaproponował sporządzenie projektu koncepcyjnego, a następnie wykonanie modeli funkcjonalnych nowej broni trzem firmom: Rheinmetall, Stübgen w Erfurcie i Metall- und Lackwarenfabrik Johannes Großfuß w Döbeln. Karabiny maszynowe dwóch pierwszych firm działały na zasadzie odprowadzenia gazów prochowych, a firmy Großfuß na zasadzie krótkiego odrzutu lufy, z nowatorskim układem ryglowania za pomocą rolek. W 1938 przeprowadzono próby modeli, po których odrzucono już na początkowym etapie rozwoju karabiny firm Rheinmetall i Stübgen (miały one pewne problemy z gromadzeniem się nagaru). Model karabinu maszynowego firmy Großfuß okazał się obiecujący i pewny w działaniu i na jego rozwoju następnie się skupiono.
Po próbach kilkakrotnie ulepszanych modeli funkcjonalnych w 1938, w lutym 1939 powstał prototyp karabinu maszynowego, który otrzymał początkowo oznaczenie MG 39. Na żądanie wojska zwiększono szybkostrzelność w stosunku do MG 34, do 1050 strz./min. Zamówiono następnie partię przedseryjną 150 karabinów MG 39, które testowano latem 1939. Karabin ten miał m.in. lufę zaadaptowaną z MG 34 i celownik ramieniowy z ramieniem na mimośrodzie. W 1940 dopracowywano konstrukcję oraz, na kolejne żądanie wojska, podwyższono szybkostrzelność teoretyczną do 1500 strz./min, tworząc model MG 39/41, z nową lufą i lżejszym zamkiem. W 1941 zamówiono 1500 sztuk do badań wojskowych. Równolegle prowadzone były prace nad zwiększeniem szybkostrzelności karabinu MG 34 (model MG 34S). 24 listopada 1941 nowe karabiny maszynowe zademonstrowano Hitlerowi, który, pod wrażeniem pokazu strzelania, nie czekając na wyniki prób, nakazał skierowanie MG 39/41 do produkcji. Po próbach, na wiosnę 1942 przyjęto nową broń na uzbrojenie pod nowym oznaczeniem Maschinengewehr 42, w skrócie MG 42 (oficjalnie uczyniono to dopiero rozkazem z 12 października 1943). 

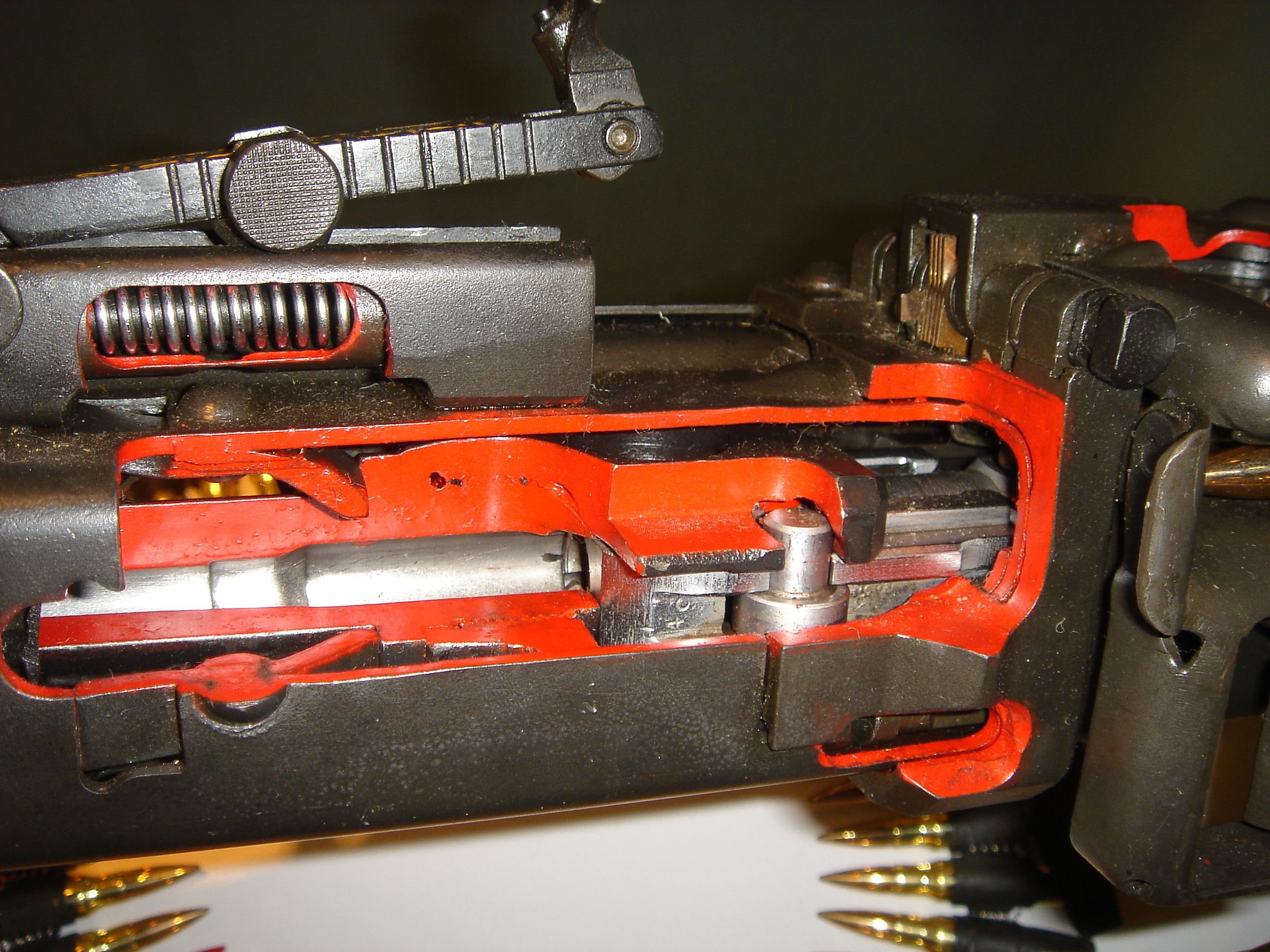
Układ rolek w karabinie maszynowym MG 42

O procesie konstruowania karabinu maszynowego MG 42 wiadomo, że kierownikiem zespołu konstrukcyjnego był dr inż. Werner Gruner z firmy Großfuß, nieznany wcześniej (ani później) szerzej z konstrukcji broni. Również firma Großfuß nie miała do czynienia do tej pory z konstrukcją broni, ale przodowała w technologii głębokiego tłoczenia metali, co wskazuje, że od początku była typowana na zwycięzcę konkursu, którego celem było stworzenie broni jak najbardziej technologicznej, z zastosowaniem nowych rozwiązań (warto zauważyć, że skonstruowania karabinu maszynowego nie zlecono takim uznanym i potencjalnie bardziej konserwatywnym producentom broni strzeleckiej, jak np. Mauser). Prawdopodobnym autorem kluczowego rozwiązania projektu, w postaci zamka ryglowanego rolkami, według części relacji był pracownik WaPrüf 2 inż. Eckhardt, co potwierdzałoby wersję o celowym zleceniu skonstruowania broni oczekiwanej przez wojsko. 

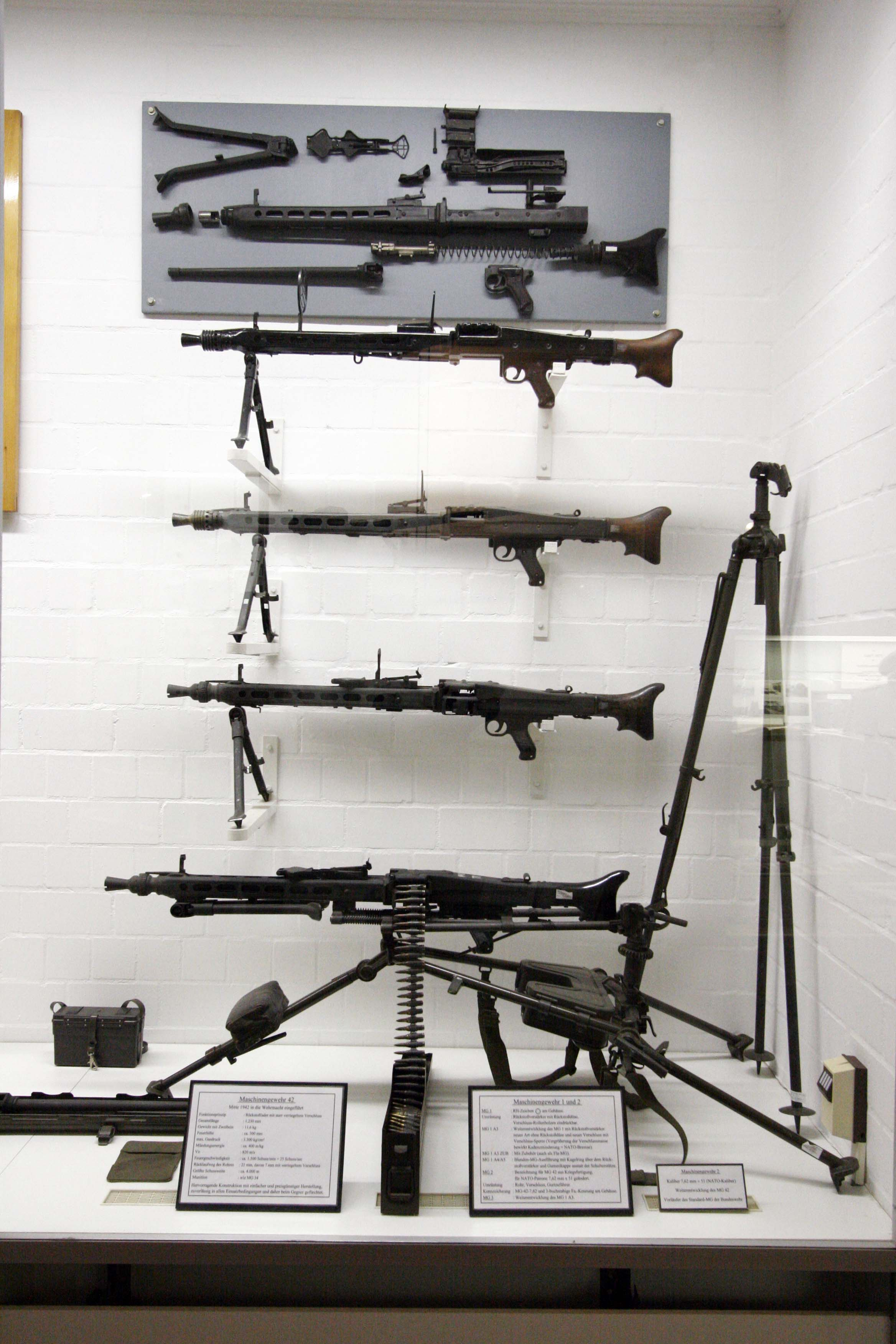
MG 42 w Deutsches Panzermuseum w Munster

W 1942 rozpoczęto produkcję seryjną nowej broni. Do końca roku wyprodukowano 17 250 sztuk. W 1943 produkcję uruchomiono także w innych zakładach, wypuszczając 119 000 sztuk, a w 1944 – 215 300 sztuk. Do końca wojny wyprodukowano około 360–370 tysięcy sztuk. Produkcja odbywała się w sposób kooperacyjny, karabiny były montowane przez 5 fabryk: Großfuß w Döbeln, Gustloff-Werke w Suhl, Maget Maschinen- und Gerätebau w Berlinie, Mauser w Berlinie i Steyr w Austrii, które wykorzystywały części własnej produkcji, jak i dostarczane przez licznych mniejszych kooperantów. Poszczególne części produkowane były w kilku miejscach, co pozwalało na utrzymanie produkcji w warunkach bombardowań alianckich.
MG 42 nazywany był przez żołnierzy „Szybką strzykawką” (niem. Schnellespritze) lub „Piłą Hitlera” (niem. Hitlersäge), z powodu charakterystycznego odgłosu wydawanego podczas strzelania serią, który ze względu na szybkostrzelność karabinu zlewał się w jeden dźwięk przypominający jazgot piły tarczowej.
MG 42 został po raz pierwszy użyty w maju 1942 w Afryce. Pierwszymi żołnierzami, którzy z niego strzelali w warunkach bojowych, byli grenadierzy pancerni z Afrika Korps feldmarszałka Erwina Rommla. Tak rozpoczęło się bojowe użytkowanie MG 42 – karabinu, który powszechnie jest uważany za udany pierwowzór nowoczesnego uniwersalnego karabinu maszynowego. Oryginalność i trafność rozwiązań konstrukcyjnych sprawiają, że mimo upływu lat, broń ta jest nadal produkowana (po wojnie pojawiły się nowe wersje tego karabinu: MG 42/59, MG1 i MG3 strzelające NATO-wską amunicją kalibru 7,62 mm). Natomiast w Jugosławii produkowano ukm wz. 53, nieznacznie różniący się od oryginału i strzelający nabojem 7,92 × 57. Po wycofaniu z jednostek liniowych, gdzie zastąpiony został przez licencyjny sowiecki PKM oznaczony wz. 84, trafił do pospolitego ruszenia. Podczas wojen w rozpadającej się Socjalistycznej Federacyjnej Republice Jugosławii był często używany.
MG 42 zdobył tak duże uznanie, że Amerykanie postanowili skopiować tę broń na podstawie kilku zdobytych egzemplarzy, lecz próby te skończyły się fiaskiem. Szwajcarzy skonstruowali Mg. 51 oparty konstrukcyjnie na MG 42. Do dziś w większości współczesnych karabinów maszynowych stosuje się rozwiązania, które po raz pierwszy pojawiły się właśnie w MG 42.

## Czas produkcji i cena
Produkcja jednej sztuki MG 42 zajmowała 75 roboczogodzin i kosztowała 250 reichsmarek.